# Moda Center
El Moda Center, conocido hasta 2013 como Rose Garden Arena, es un pabellón deportivo situado en Portland, Oregón. Es el principal de la ciudad y es posesión de Vulcan Sports and Entertainment, una empresa dirigida por Paul Allen, y que actualmente está manejada por Global Spectrum, una compañía que lleva instalaciones deportivas y que también es dueña de algunas franquicias americanas. El primer inquilino del pabellón fueron los Portland Trail Blazers de la NBA, cuyo propietario es Paul Allen. Actualmente, aparte de los Trail Blazers, también tienen su hogar allí los Portland Winter Hawks de la WHL y los Portland LumberJax de la NLL.
El pabellón fue inaugurado el 12 de octubre de 1995 con una ceremonia en honor a los aficionados de los Blazers y a los trabajadores que también permitieron hacer del Rose Garden una realidad.
En principio el pabellón estaba estimado para 20 340 espectadores de capacidad, pero debido a diversas modificaciones la capacidad actual es de 19 980. El primer encuentro que se disputó en el Rose Garden fue un Portland Trail Blazers frente a Vancouver Grizzlies el 3 de noviembre de 1995.
El Rose Garden es un pabellón multiusos que puede albergar baloncesto, hockey, fútbol americano y lacrosse, además de todo tipo de espectáculos como conciertos o convenciones.
La capacidad del pabellón es de 19.980 para baloncesto, mientras que para el resto de deportes se queda en 17 544.

## Historia
El pabellón empezó a construirse en 1993 cerca del Memorial Coliseum. El nombre fue elegido para reflejar el apodo por el que se le conoce a la ciudad de Portland, Rose City, y lo de Garden para seguir la estela de los populares Boston Garden y Madison Square Garden. De esa combinación surge el nombre de Rose Garden. El arquitecto encargado de trazar el nuevo pabellón fue Ellerbe Becket, originario de Minneapolis, Minnesota.

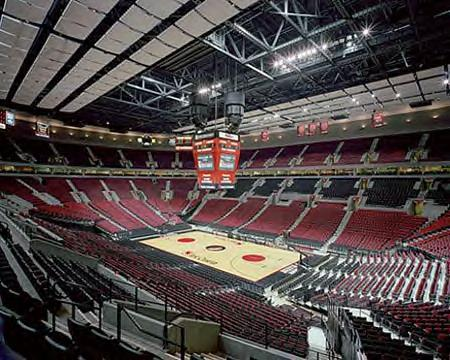
Vista interior del pabellón.

Al principio, el pabellón era propiedad de Oregon Arena Corporation, una corporación privada cuyo único accionista era Allen. La construcción estuvo financiada en parte por un consorcio de prestamistas (TIAA-CREF, Prudential Insurance y Farmers Insurance) que aportaron 155 millones de dólares. Lo demás corrió principalmente a cuenta de Allen y de la ciudad de Portland. La financiación del Rose Garden fue un gran ejemplo de asociación pública-privada. La ciudad, a su vez, esperó que la construcción del pabellón podría ayudar a desarrollar y renovar el distrito de Rose Quarter. El coste final del recinto ascendió hasta los 262 millones de dólares tras las últimas renovaciones (oficinas, complejos de ocio y garajes). La inauguración fue el 12 de octubre de 1995.
El principal equipo que juega de local en el pabellón es Portland Trail Blazers. Los Portland Winter Hawks de la WHL están allí desde 1995, mientras que Portland LumberJax de la NLL desde enero de 2006. Tanto los Trail Blazers como los Winter Hawks jugaban en el Memorial Coliseum y se mudaron en 1995 al Rose Garden, sin embargo, los Winter Hawks siguen disputando algunos encuentros como local en el Memorial Coliseum.
El pabellón fue construido también con el objetivo de tener una franquicia en la NHL, pero de momento no se ha conseguido pese a las especulaciones que ha habido respecto a ese asunto.
En 1997, Portland Forest Dragons de la AFL se mudó de Memphis a Portland, estuvieron allí de 1997 a 1999. Después volvieron a cambiar de ciudad, esta vez de Portland a Oklahoma City. Portland Pythons de la WISL estuvo una temporada (1998-99), mientras que Portland Fire de la WNBA estuvo desde 2000 hasta 2002, después desapareció.

## Eventos
El Rose Garden ha acogido varias veces eventos relacionados con la WWE, entre los que se incluyen el WWE Unforgiven en 2004, SmackDown! en 2006 y WWE Raw en febrero de 2007
En el invierno de 2005 se celebraron en el Rose Garden los campeonatos nacionales de Patinaje artístico sobre hielo.
En 2004, Portland fue elegida como una de las 5 sedes para albergar el Dew Action Sports Tour, una franquicia de deportes extremos que comenzó en 2005. El evento que se llevó a cabo en el Rose Garden se tituló Vans Invitational, y se desarrolló entre el 17 y 21 de agosto. También se practicaron competiciones de Motocross. Además de esos eventos el 17 de junio de 2000 se presentó Roger Waters tocando In The Flesh, el DVD fue sacado de ese concierto.
El primer concierto que ofreció el pabellón fue el de David Bowie con Nine Inch Nails. En noviembre de 2005 los Rolling Stones y Paul McCartney tocaron en el Rose Garden.
El 10 de marzo de 2007 se celebró allí el All Star de la NLL (2007). En 2009, el pabellón acogerá la 1ª y 2ª ronda del torneo NCAA, primera vez en Oregón desde 1983.

## Galería

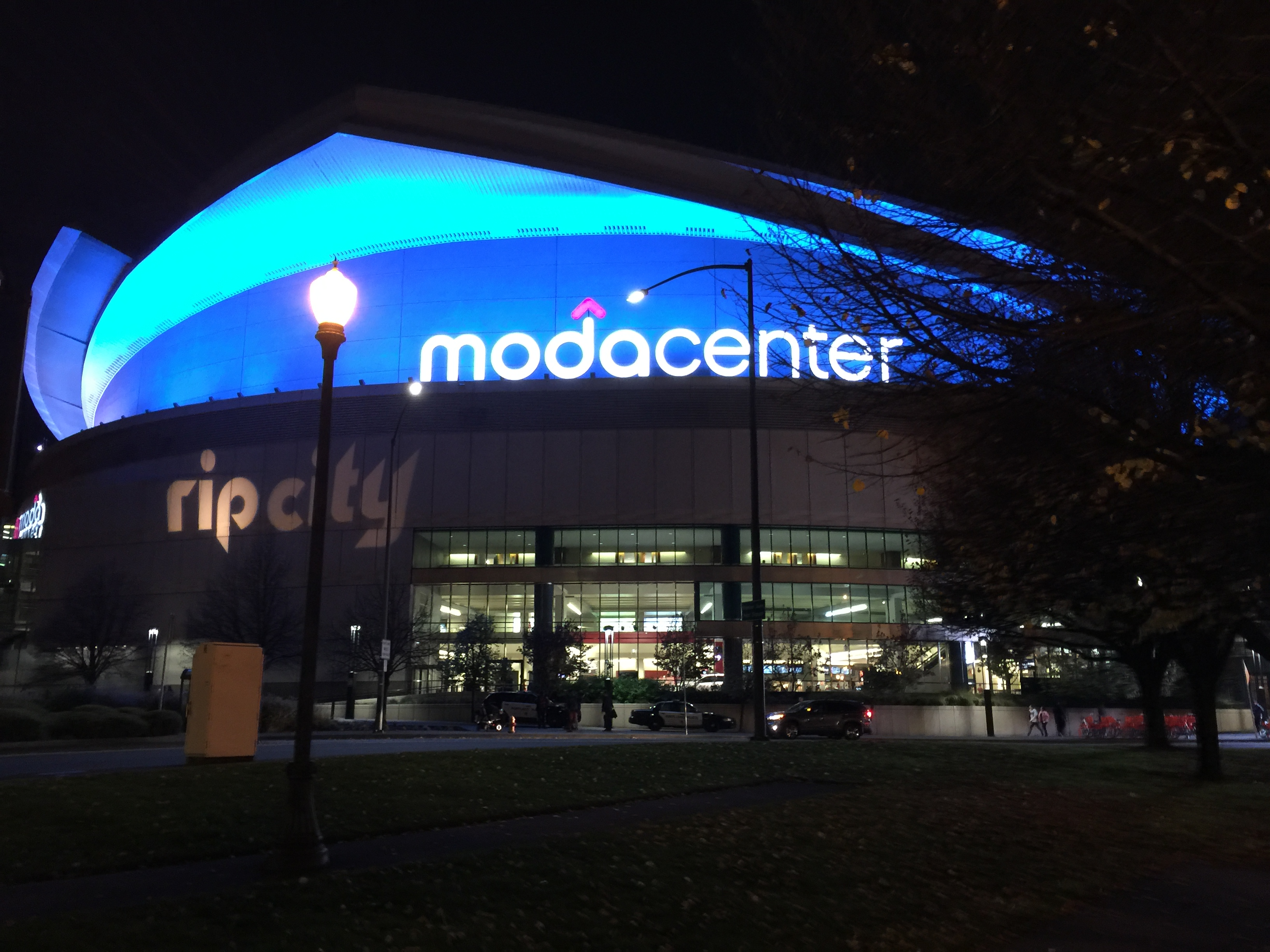
Moda Center de noche
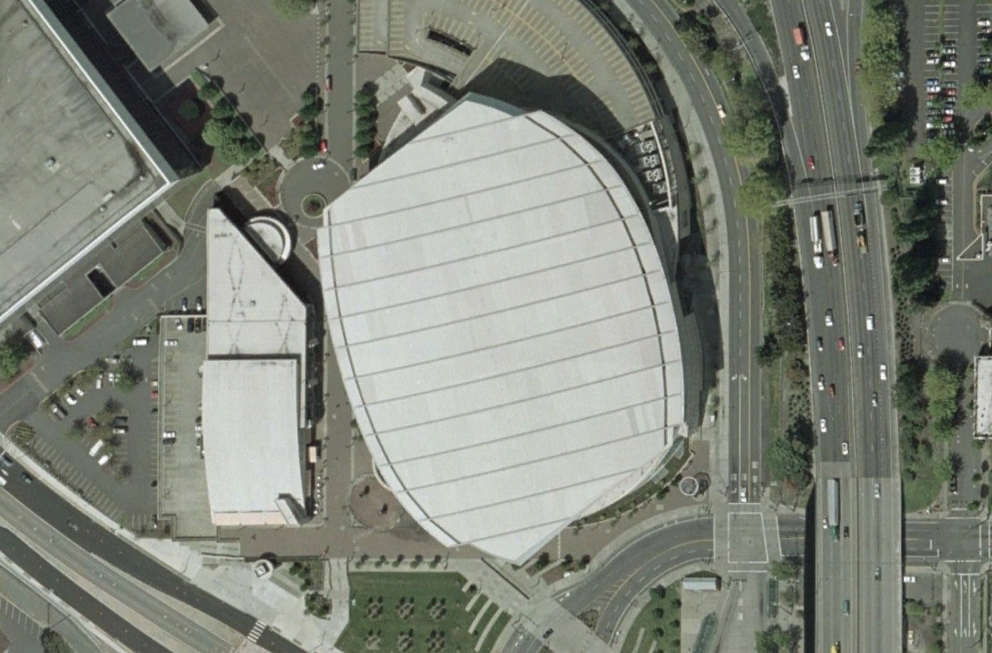
Vista cenital del Rose Garden
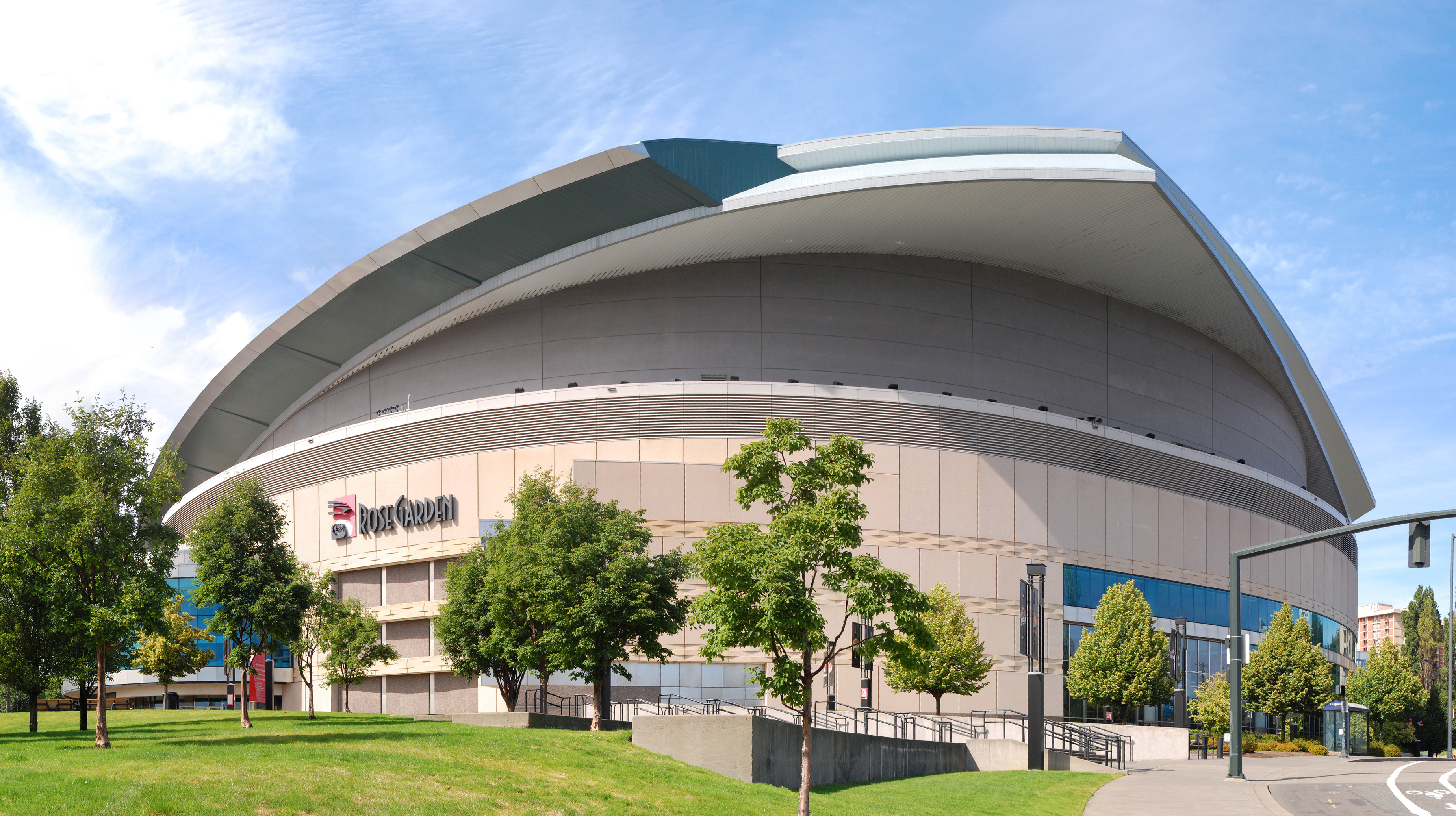
Vista exterior del Rose Garden